# Liste de temples et monastères bouddhiques
 (janvier 2020).
Si vous disposez d'ouvrages ou d'articles de référence ou si vous connaissez des sites web de qualité traitant du thème abordé ici, merci de compléter l'article en donnant les références utiles à sa vérifiabilité et en les liant à la section « Notes et références ».
Liste non exhaustive des Temples et monastères bouddhistes à travers le monde.

## Bhoutan

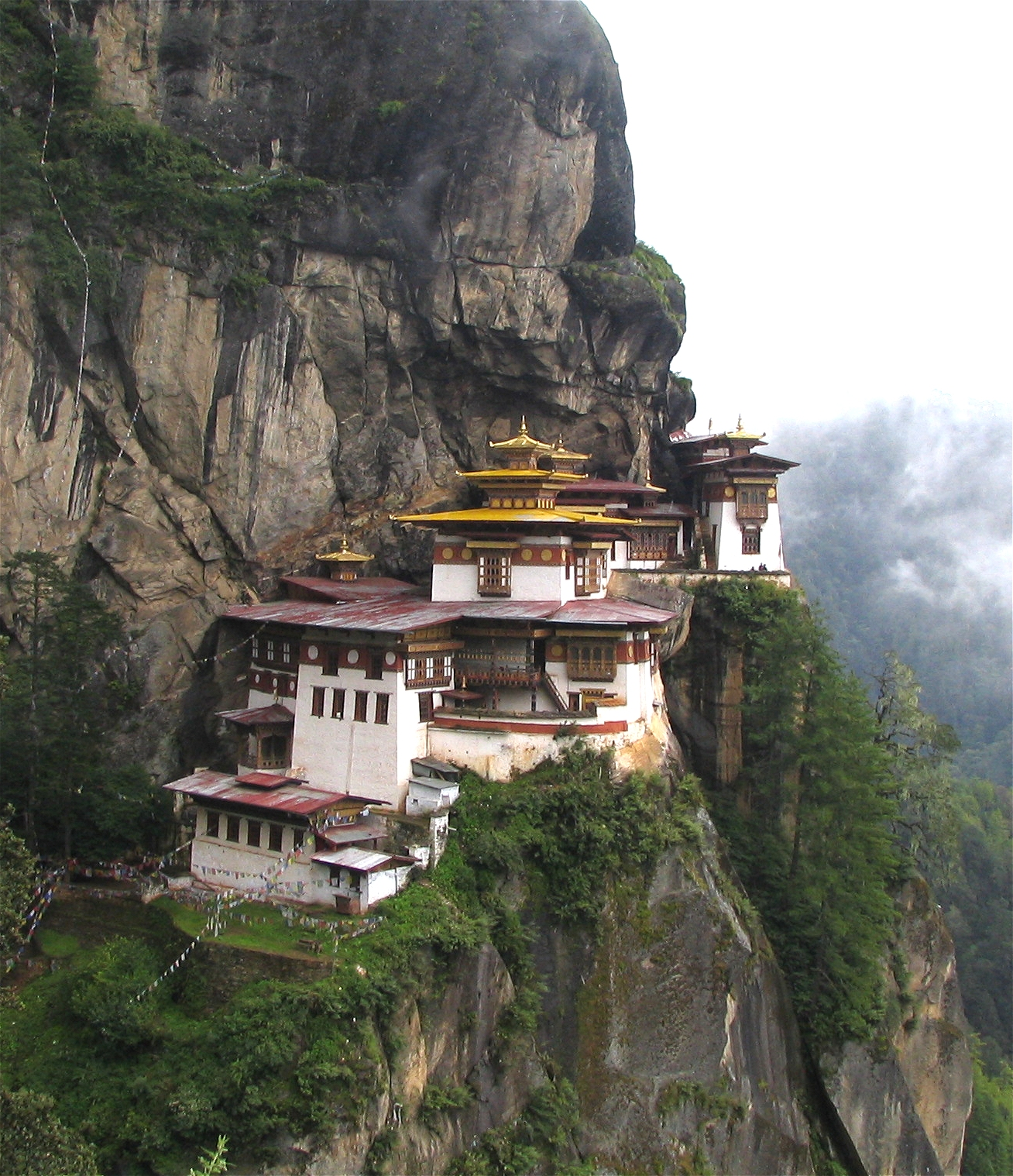
Taktshang

## Birmanie

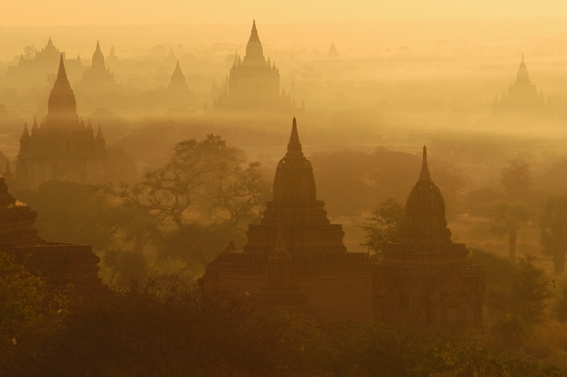
Les temples de Bagan

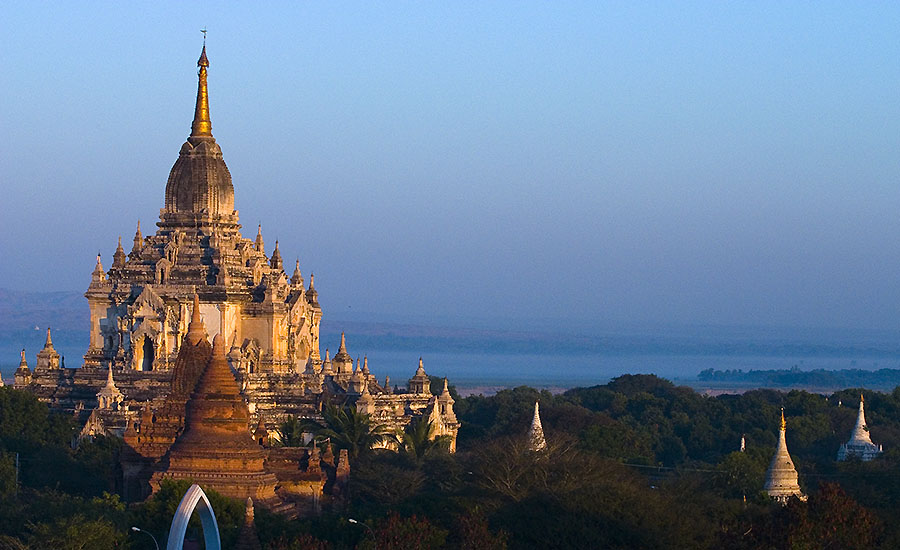
Gawdawpalin

## Cambodge

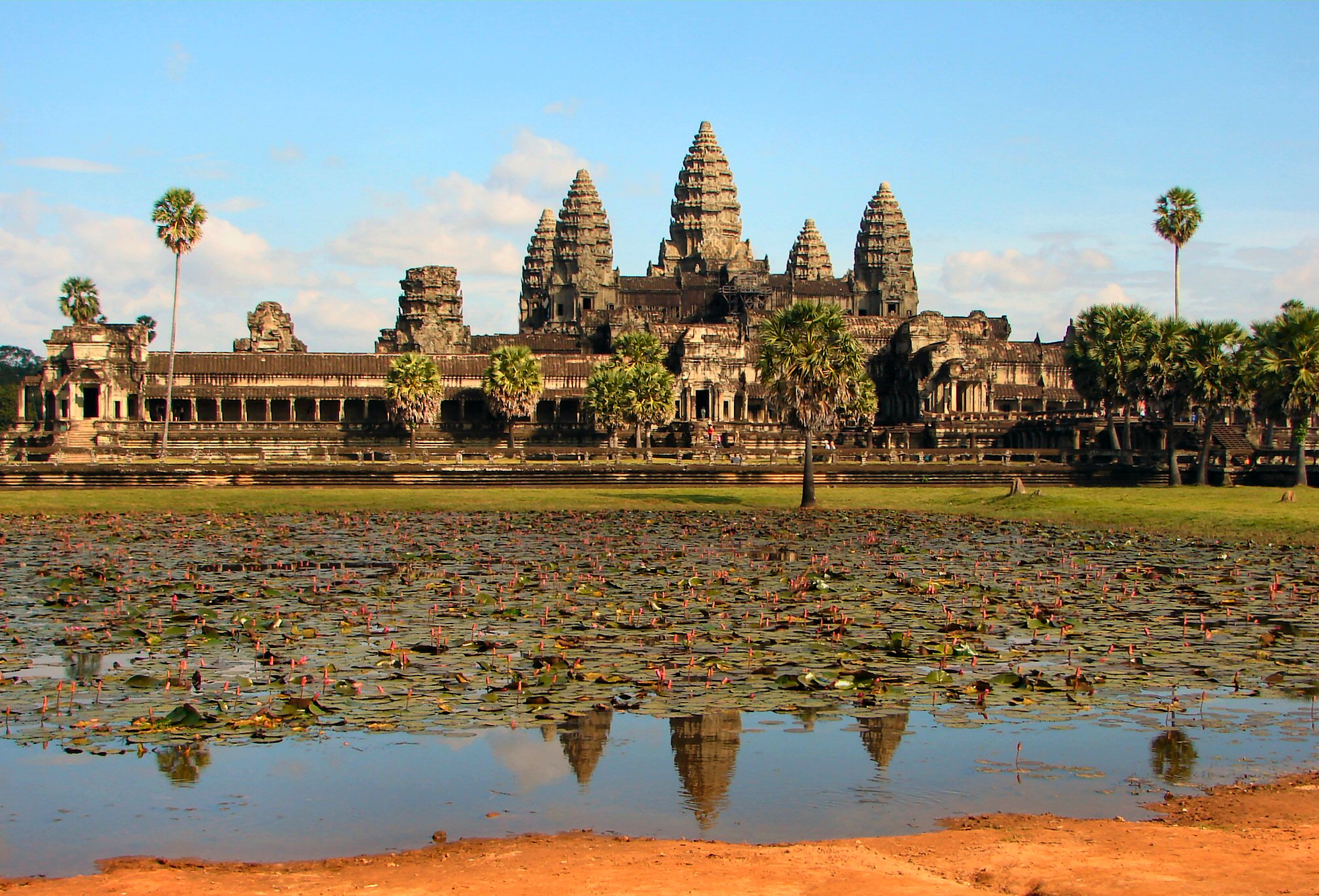
Angor Wat

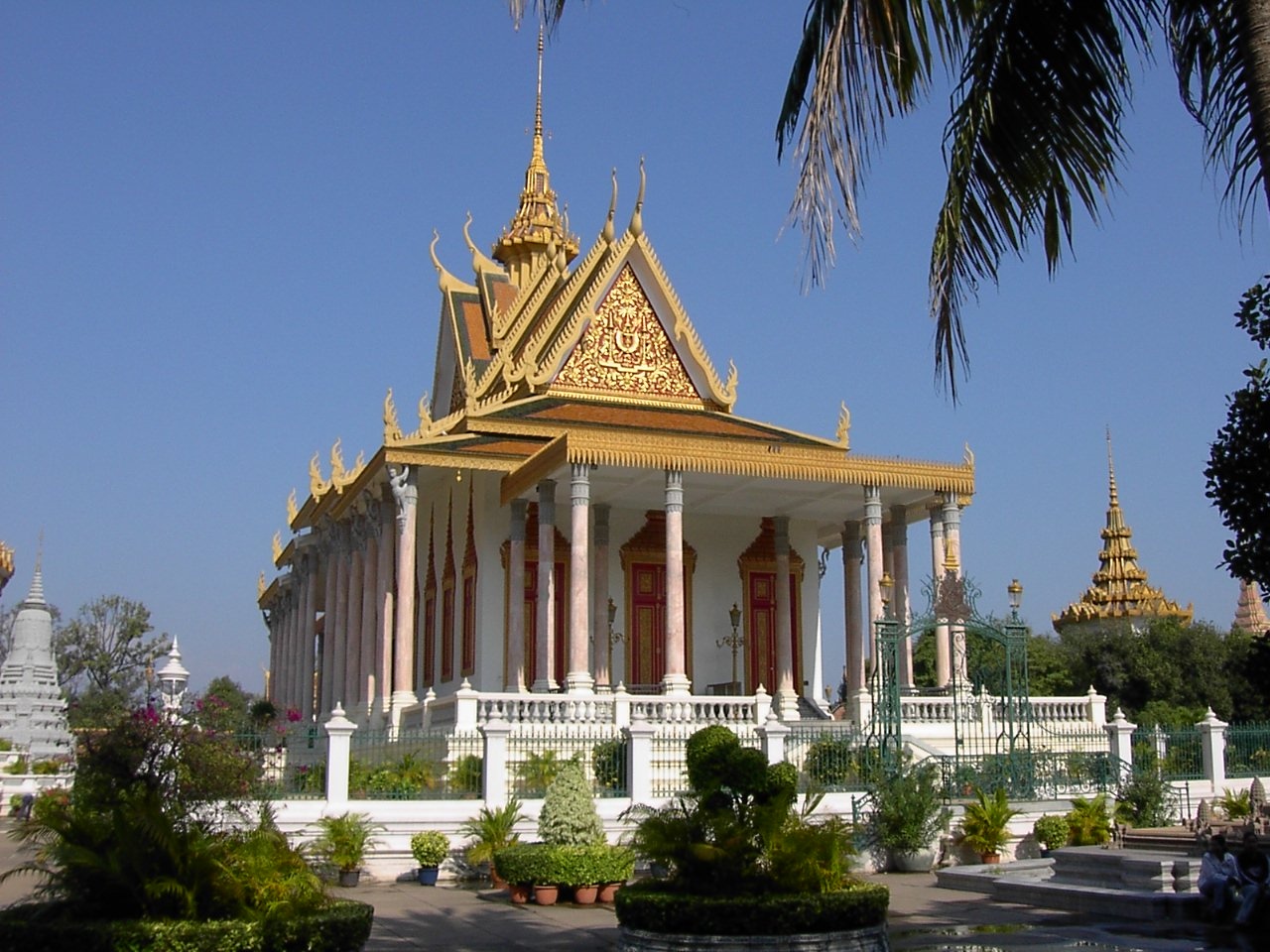
Pagode d'Argent.

## Corée du Nord

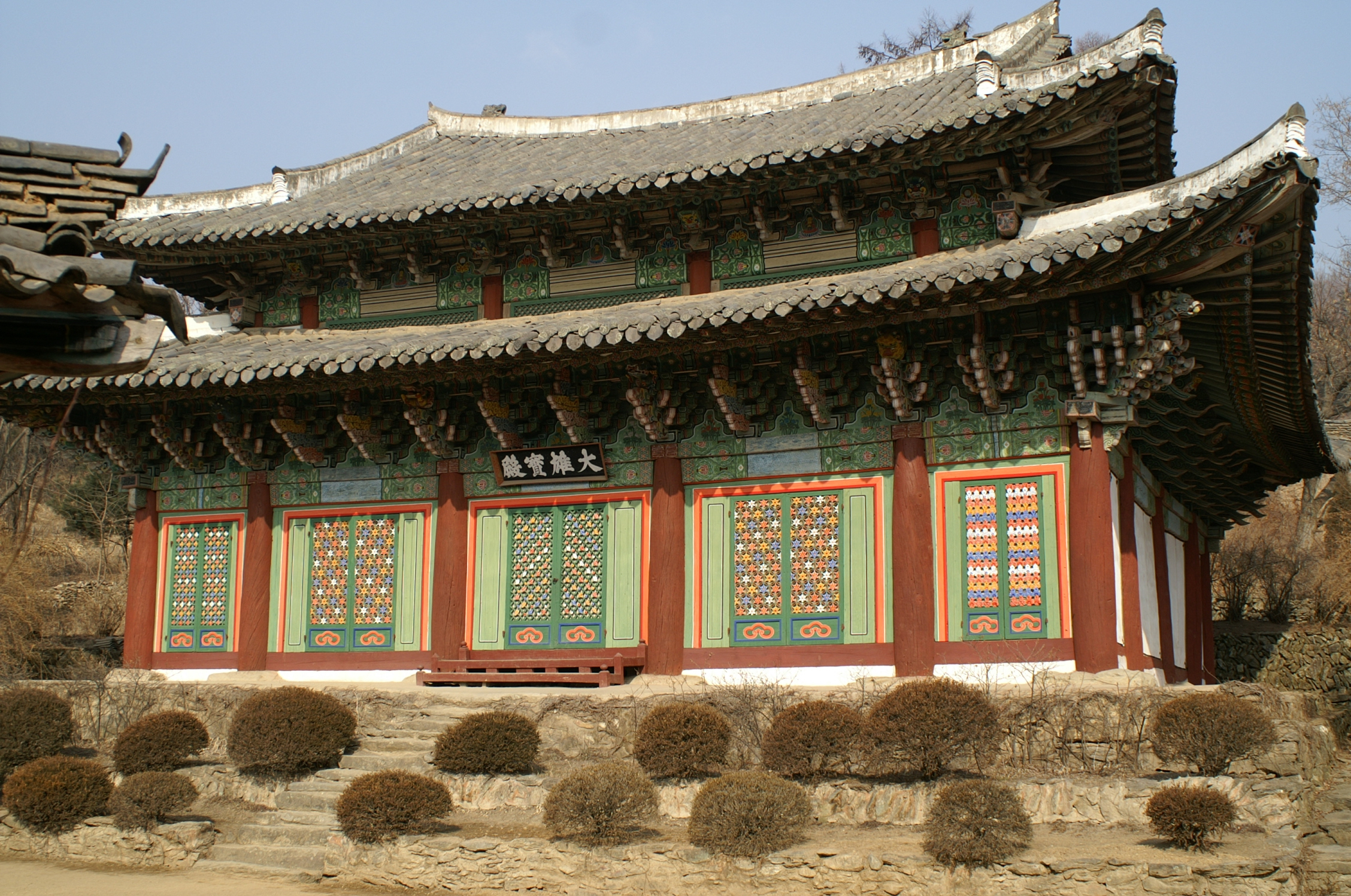
Temple de Anguksa

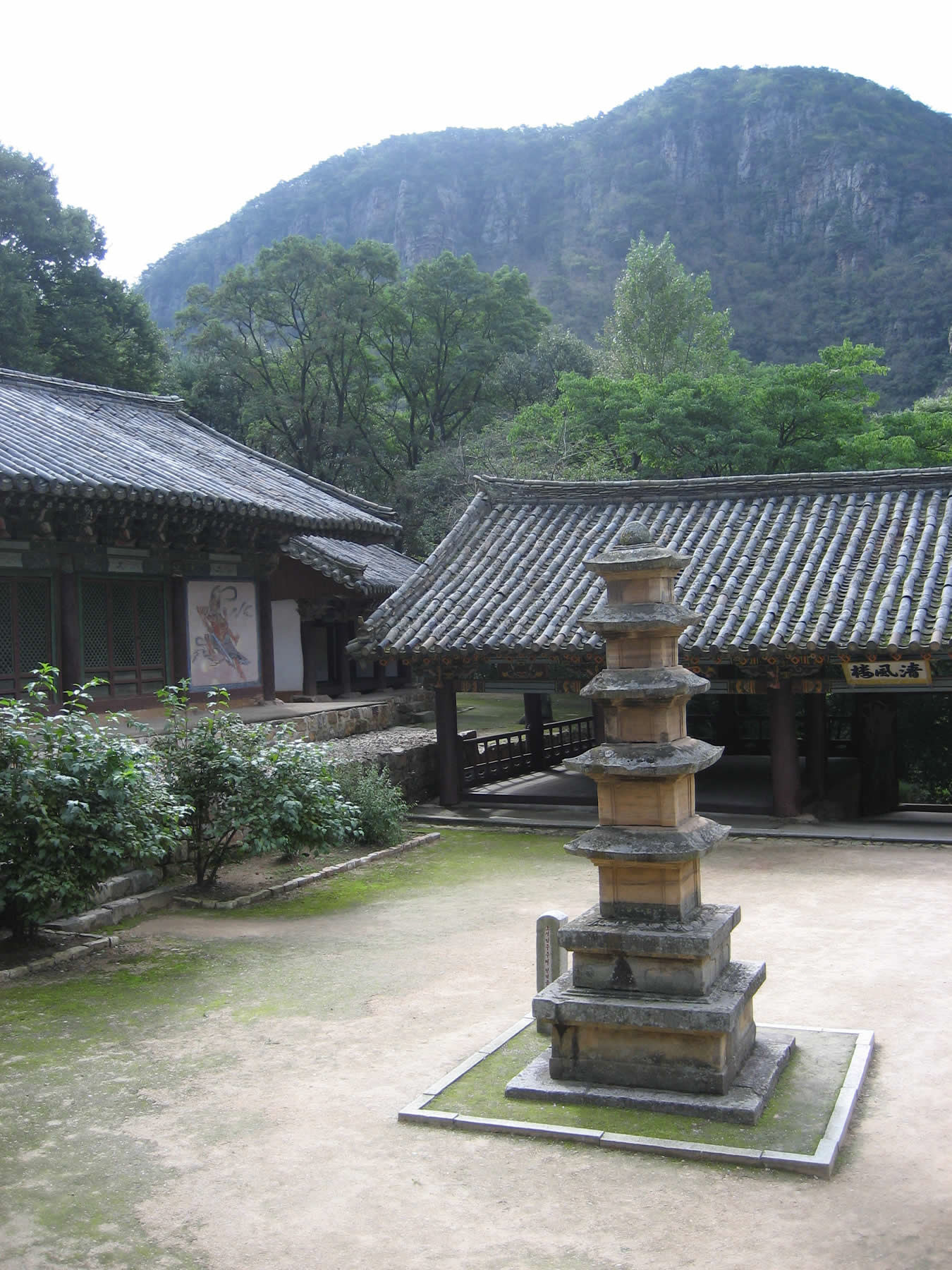
Temple de Songbulsa.

## Corée du Sud

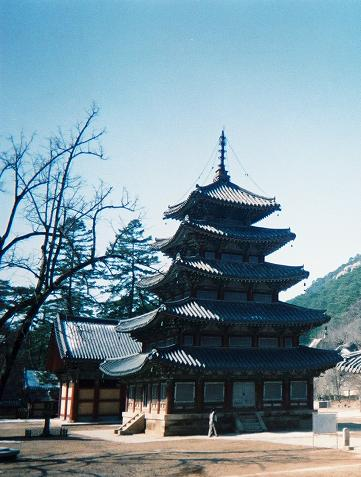
Temple Beopju

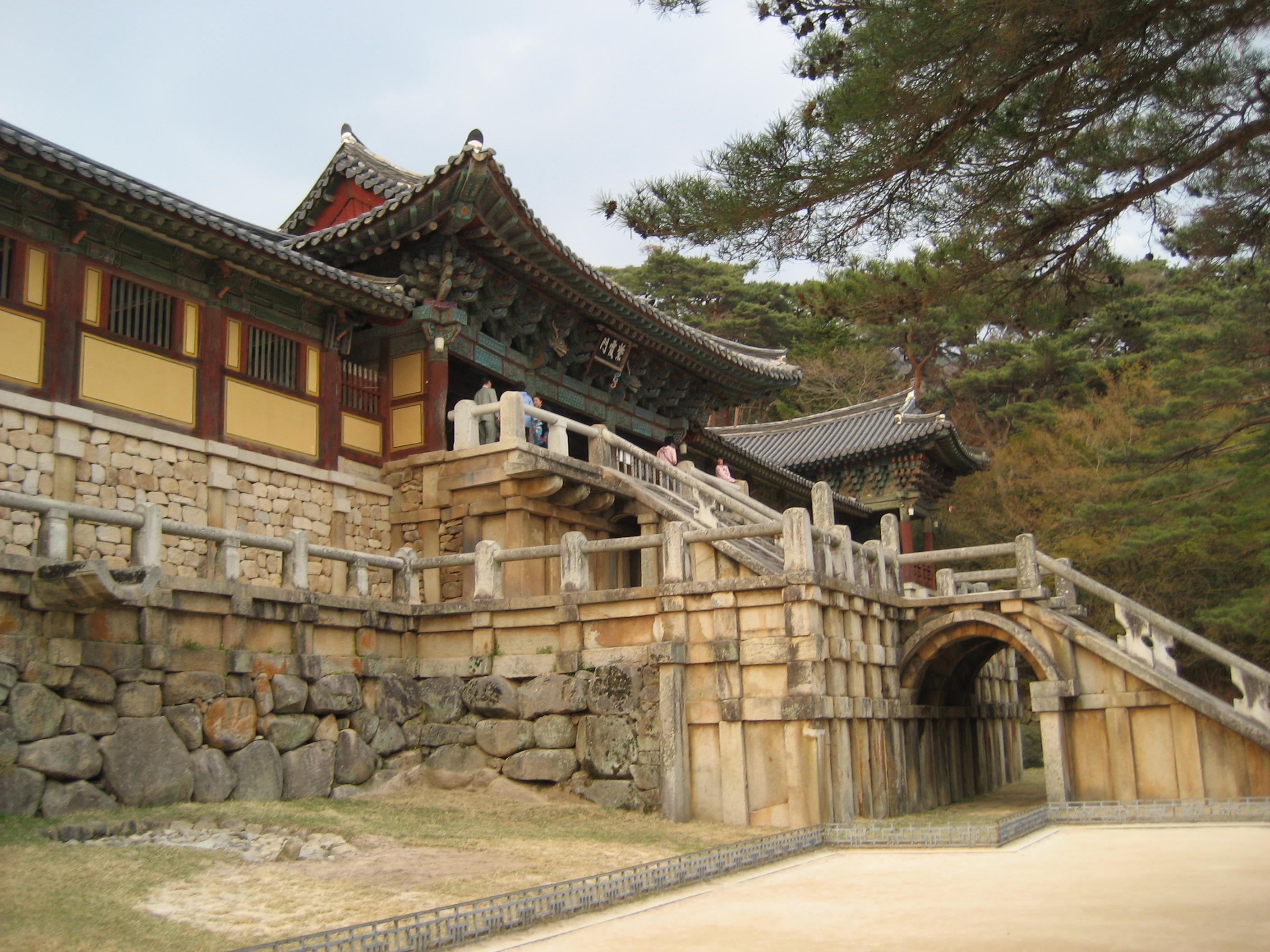
Temple Bulguksa.

## Espagne

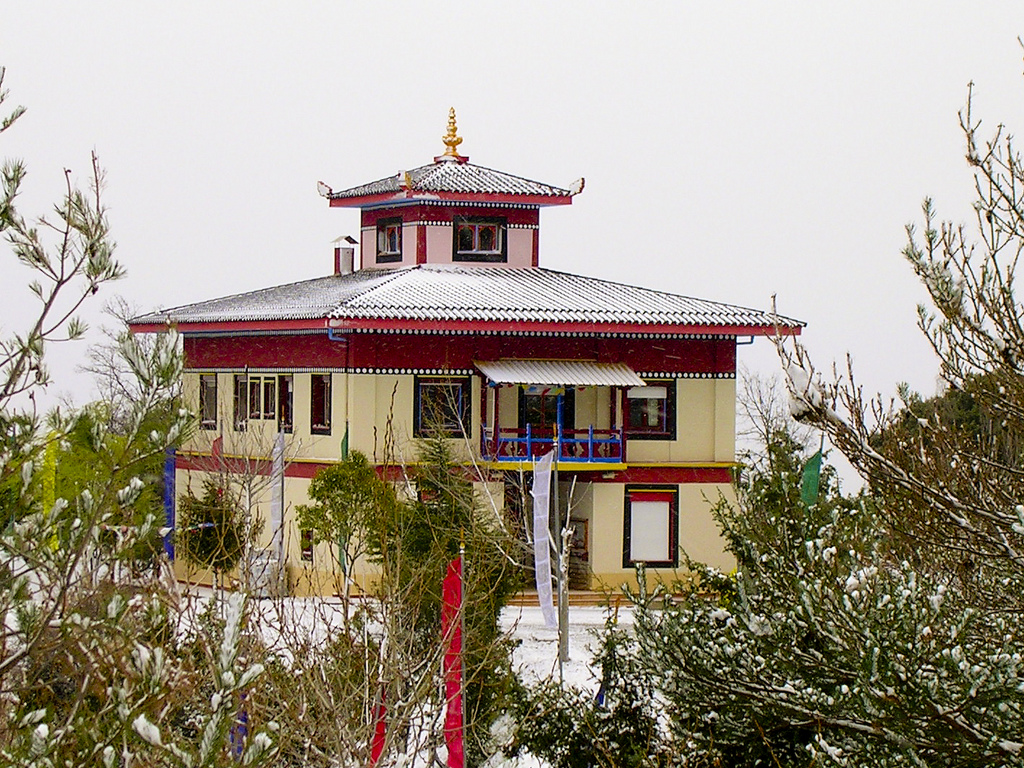
Monastère de Dang Shang Kagyu.

## États-Unis

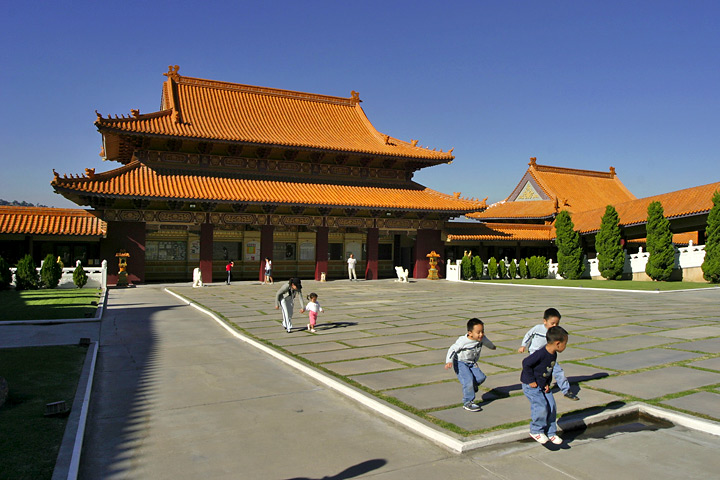
Temple de Hsi Lai, Californie.

## France

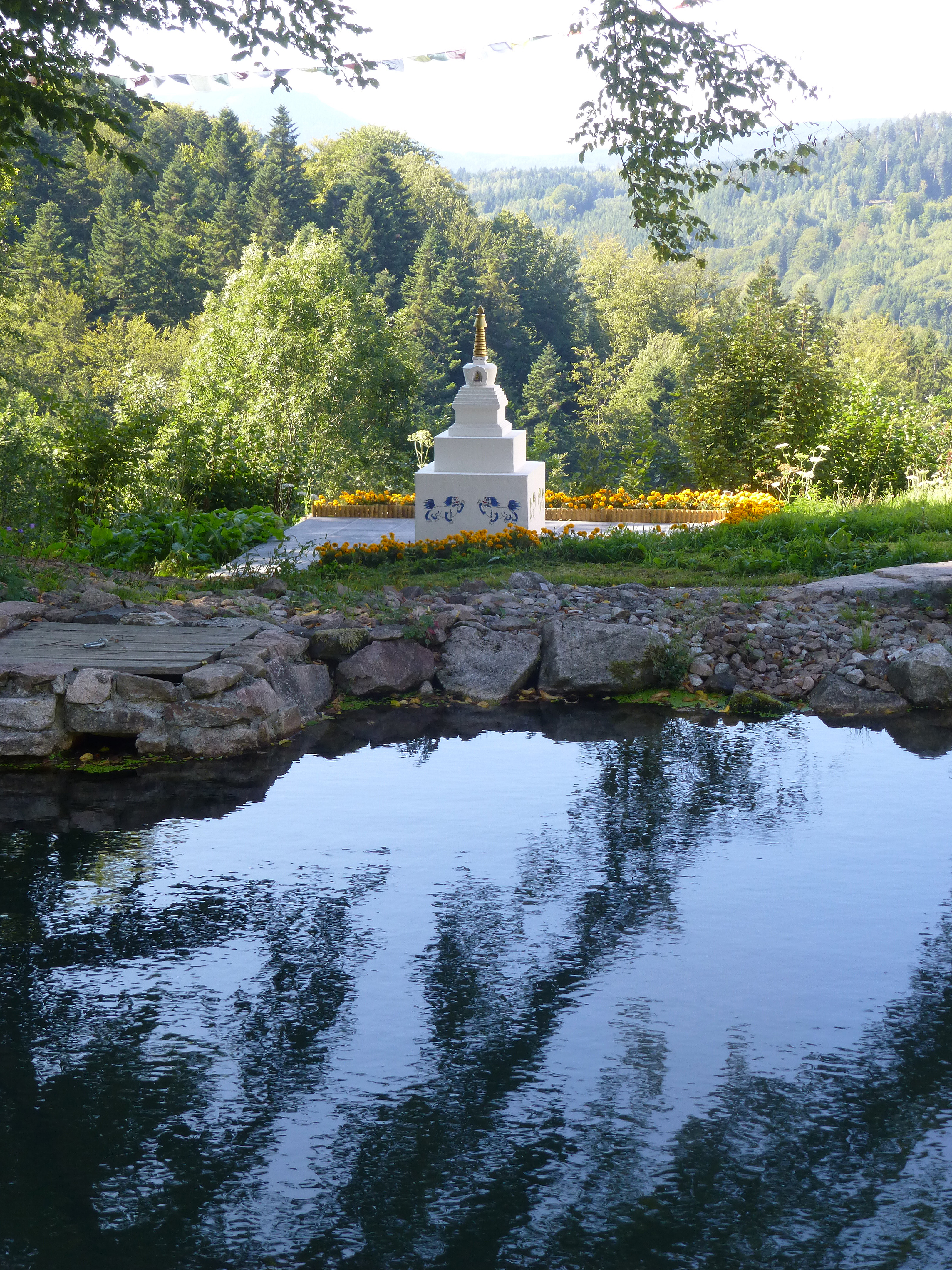
Stupa du centre bouddhiste de Lusse.

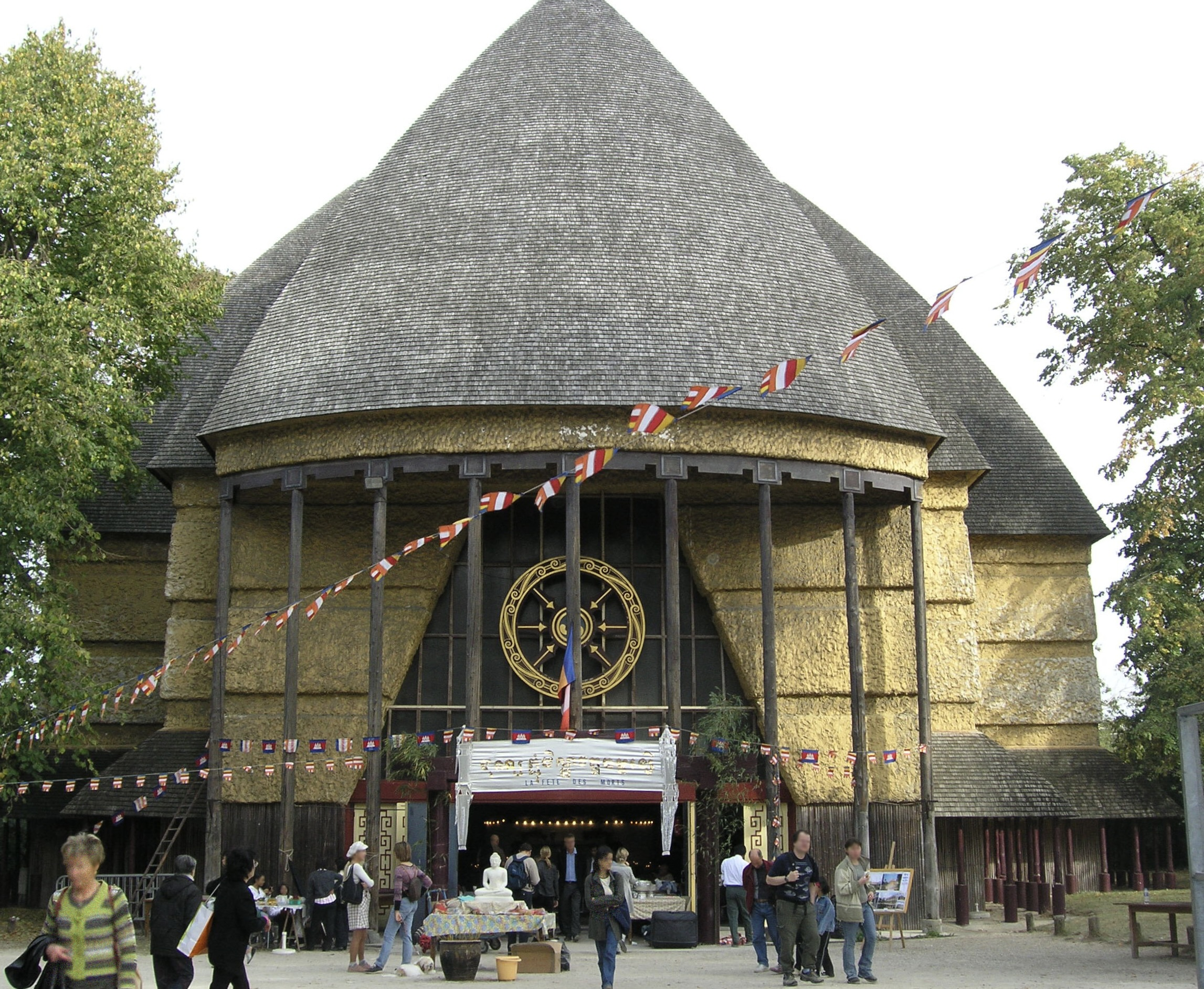
La pagode du bois de Vincennes à Paris.

## Inde

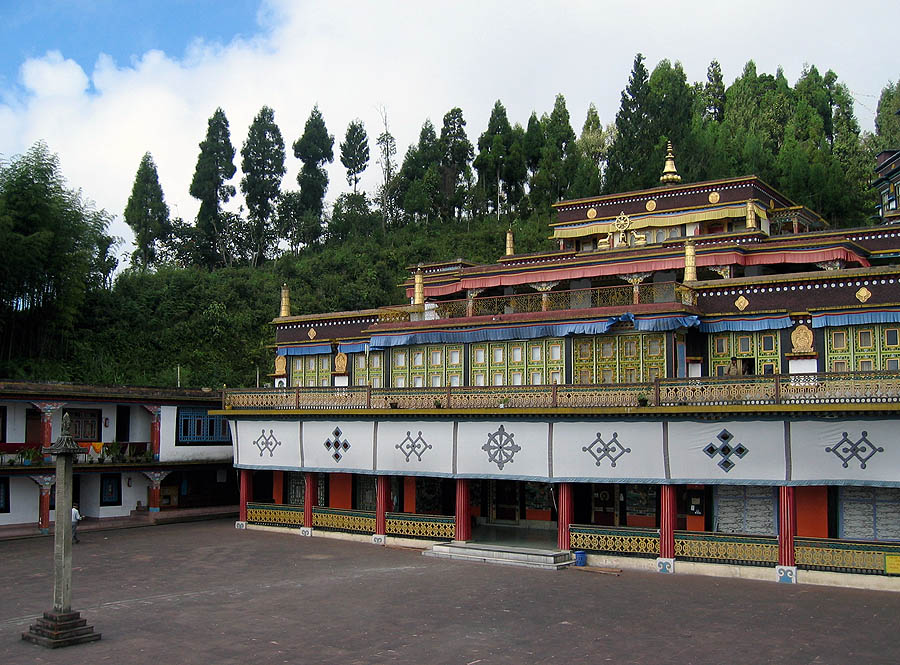
Monastère de Rumtek au Sikkim, siège du Karmapa en exil.

## Indonésie

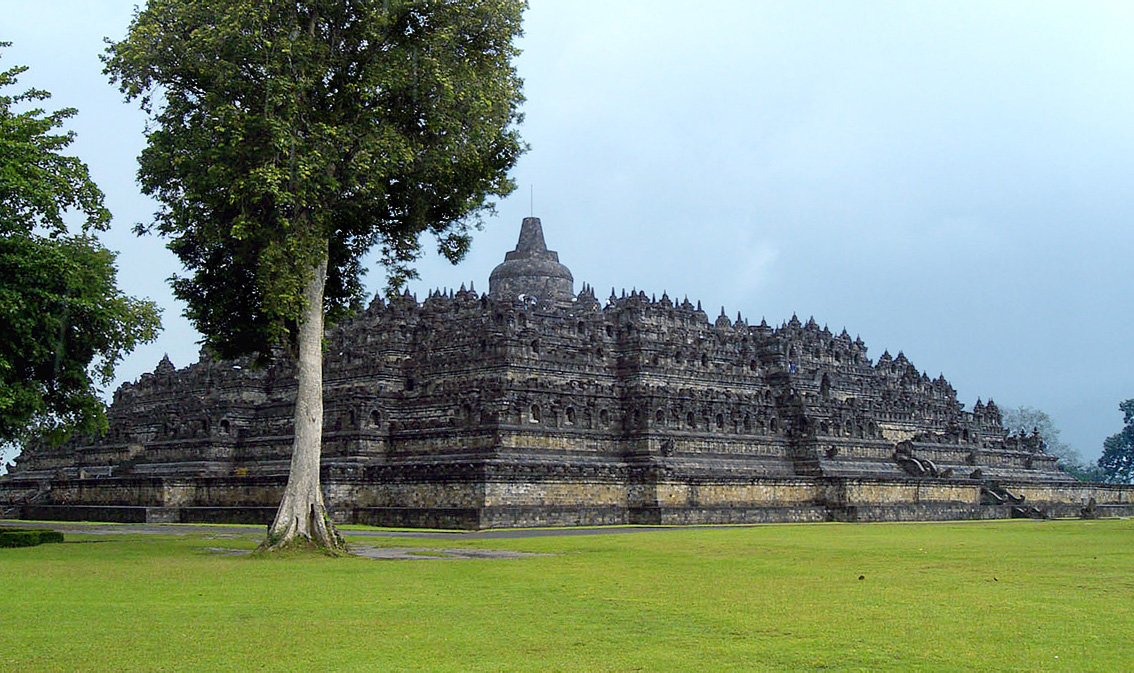
Borobudur

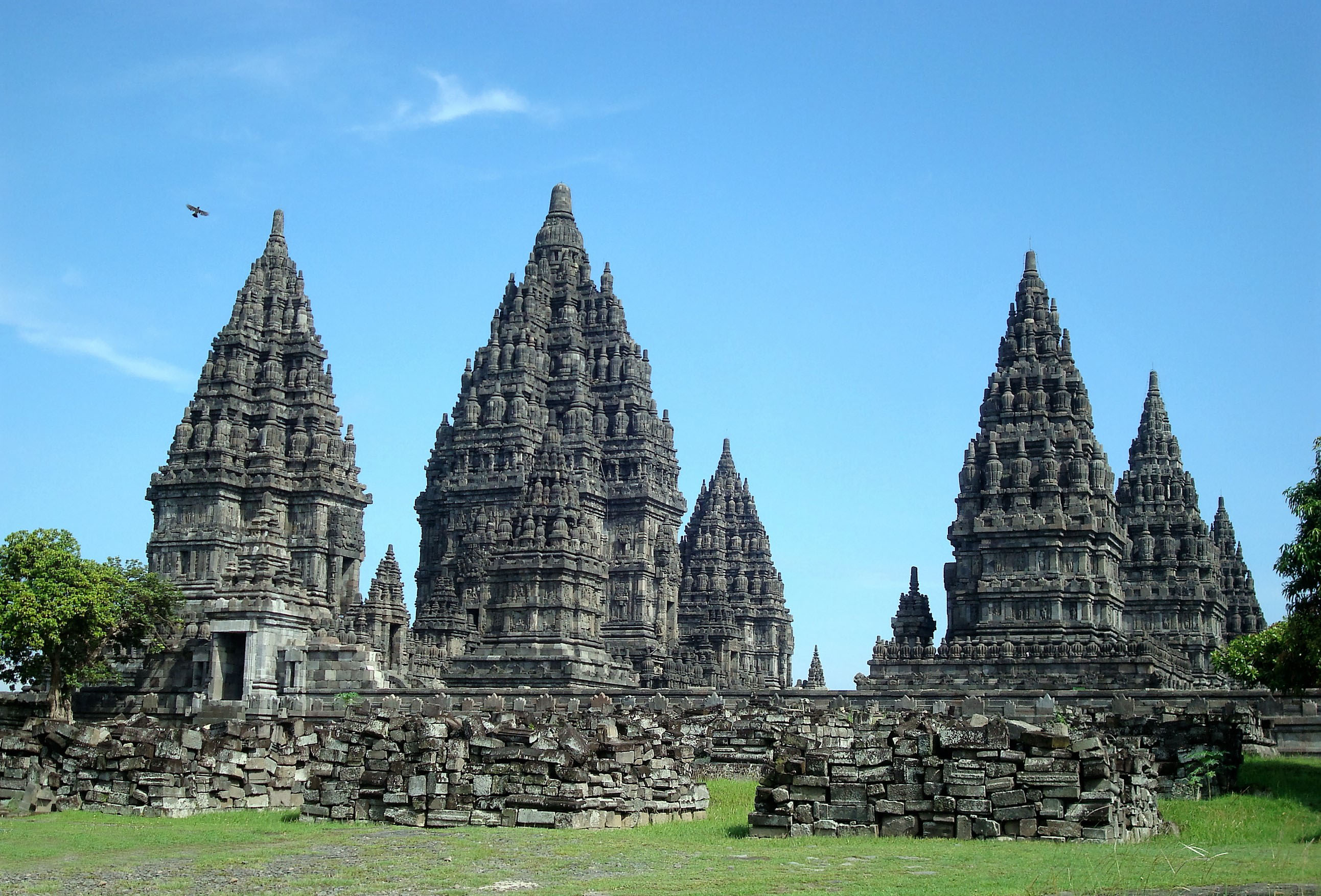
Prambanan

## Laos
- Pha That Luang, Vientiane

## Mongolie
Voir Chine pour la Mongolie-Intérieure.
- Amarbayasgalant Khiid
- Erdene Zuu
- Gandantegchinleng Khiid
- Monastère Shankh
- Buyandelgeruulekh Khiid
- Manzshir Khiid
- Monastère Kharagiin
- Danzadarjaa Khiid
- Möröngiin Khuree
- Pethub Stangey Choskhor Ling Khiid

## Népal
- Monastère de Benchen
- Bodnath dans région de Katmandou
- Monastère de Kopan à Katmandou
- Temple de Lumbinî, à Lumbini
- Swayambhunath, à l'ouest de Katmandou

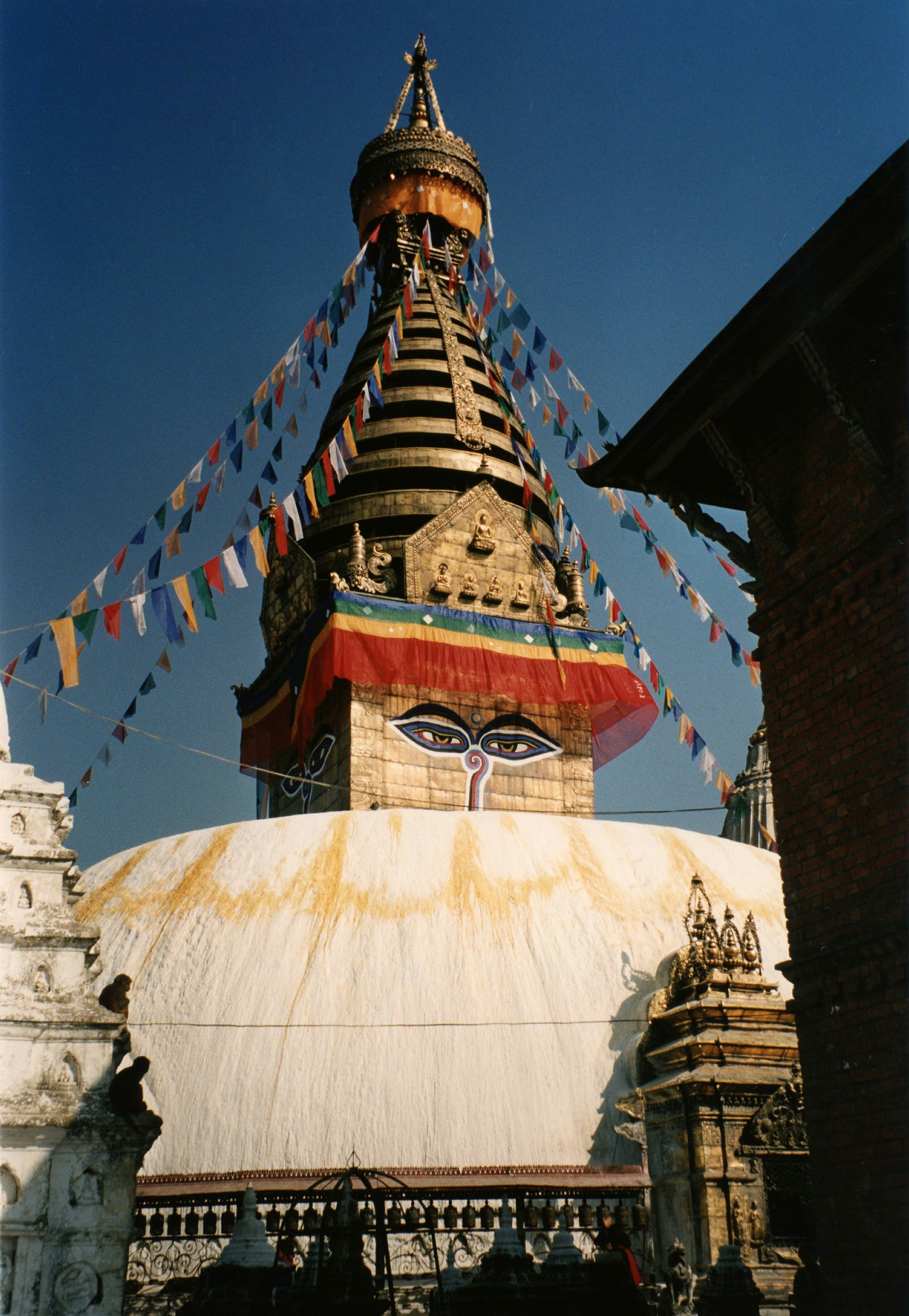
Stupa de Swayambunath.

- Monastère de Shéchèn, (près de Bodnath)
- Monastère de Tharlam, à Katmandou

## Royaume-Uni

### Angleterre

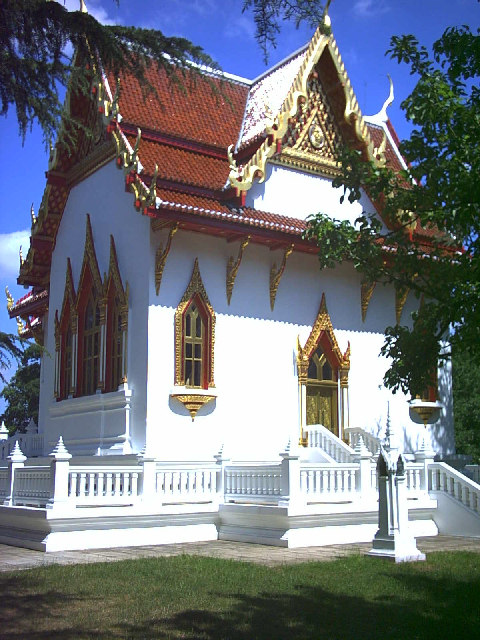
Temple bouddhiste Wat Buddhapadipa à Wimbledon.

- Kadampa Buddhist Temple, Ulverston, Cumbria
- London Buddhist Centre (en), Bethnal Green, Londres
- Peace Pagoda, Battersea Park, Londres
- Peace Pagoda, Milton Keynes
- Temple Wat Buddhapadipa, Wimbledon, Londres
- Wat Charoenbhavana, Manchester

### Écosse
- Samye Ling, Eskdalemuir, près de Langholm

## Russie
- Temple bouddhiste de Saint-Pétersbourg

### Bouriatie
- Datsan d'Ivolguinsk

## Serbie
- Temple bouddhiste de Belgrade

## Slovénie
- Dharmaling

## Sri Lanka

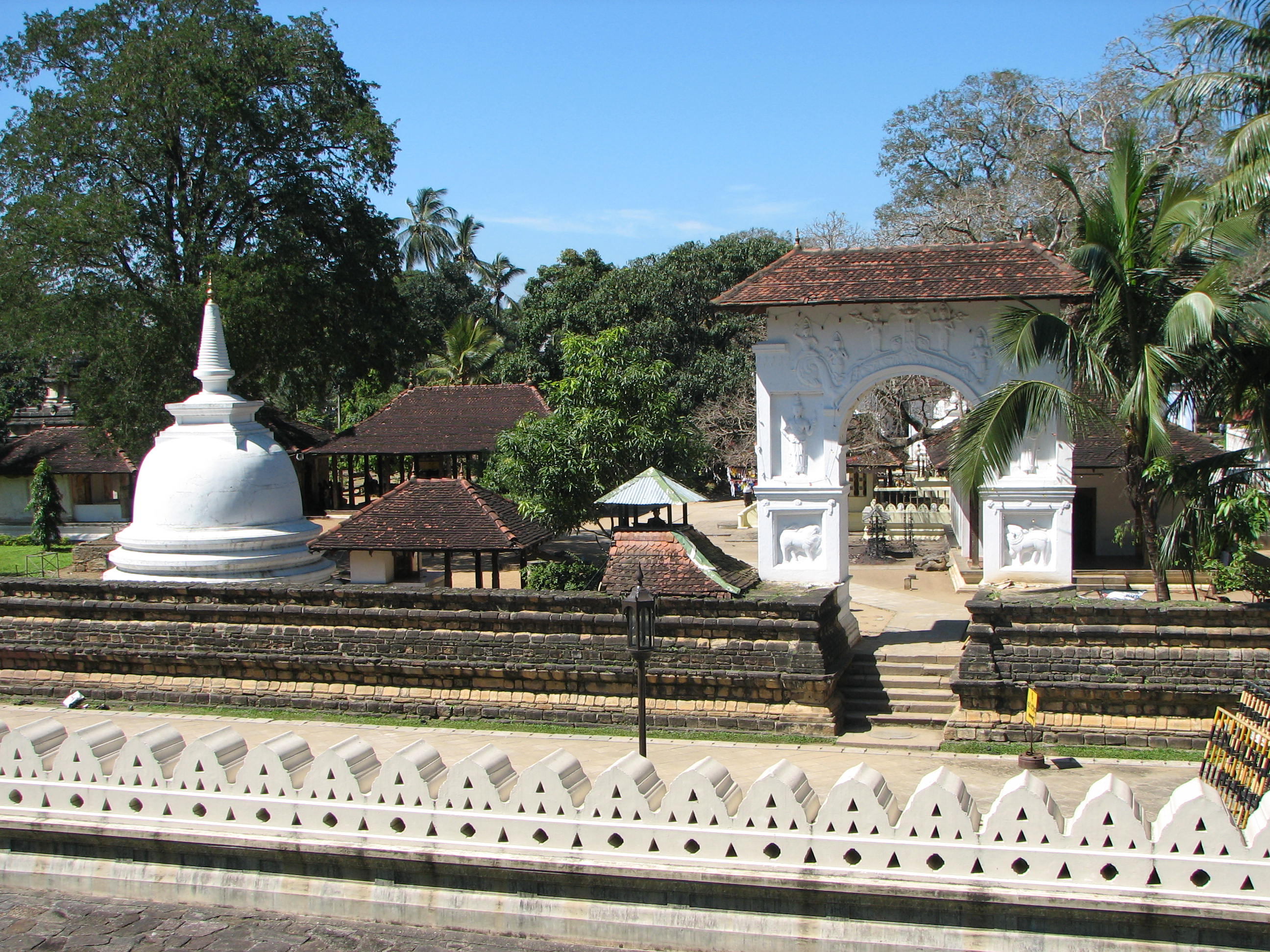
Sri Dalada Maligawa.

- Dalada Maligawa, Kandy
- Kelaniya Raja Maha Vihara
- Buduruwagala
- Nalanda Gedige
- Lankathilaka Vihara
- Dambulla
- Anuradhapura
- Seruvila Mangala Raja Maha Vihara

## Taïwan

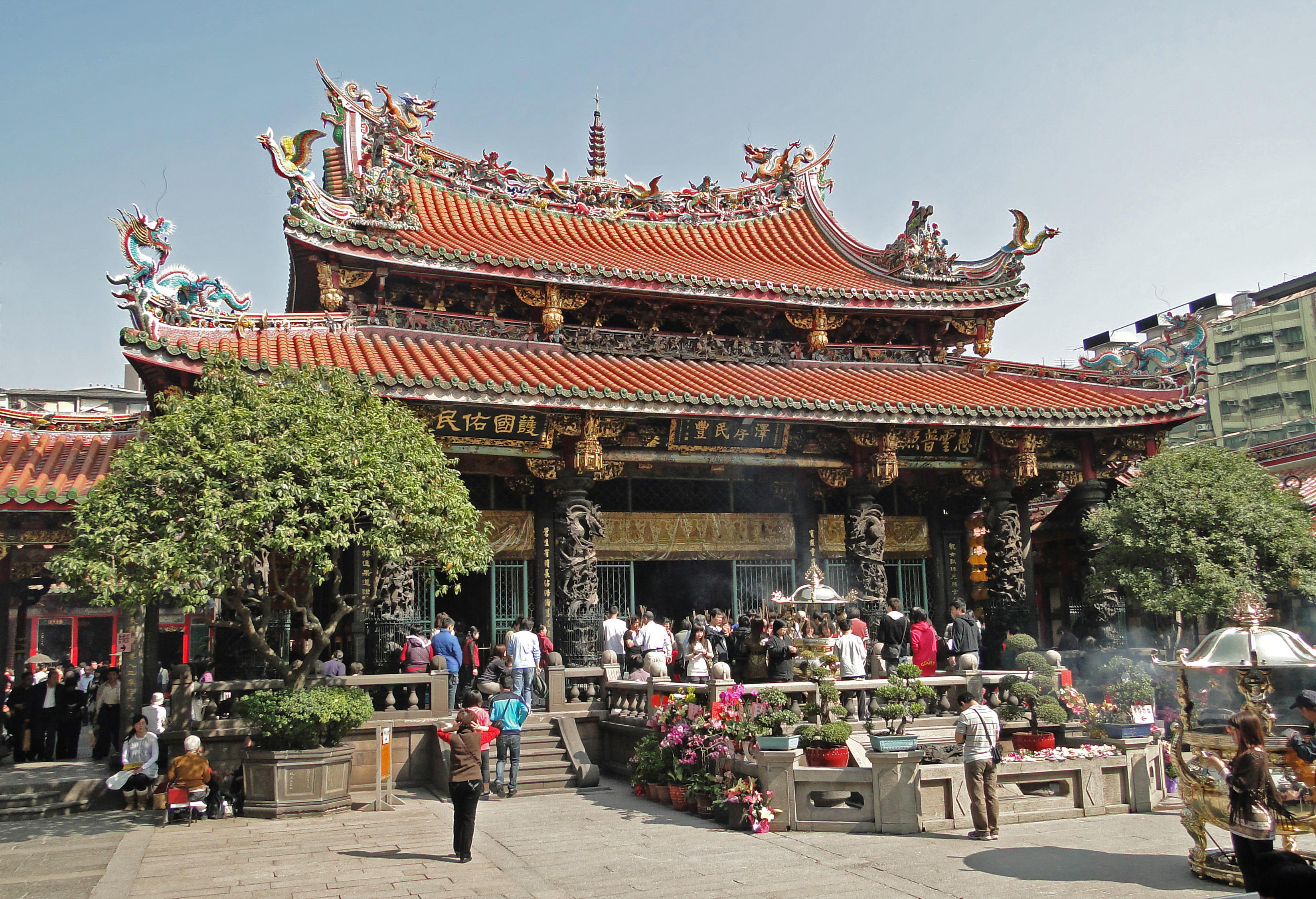
Temple Longshan de Taipei.

- Temple Longshan, Taipei

## Thaïlande

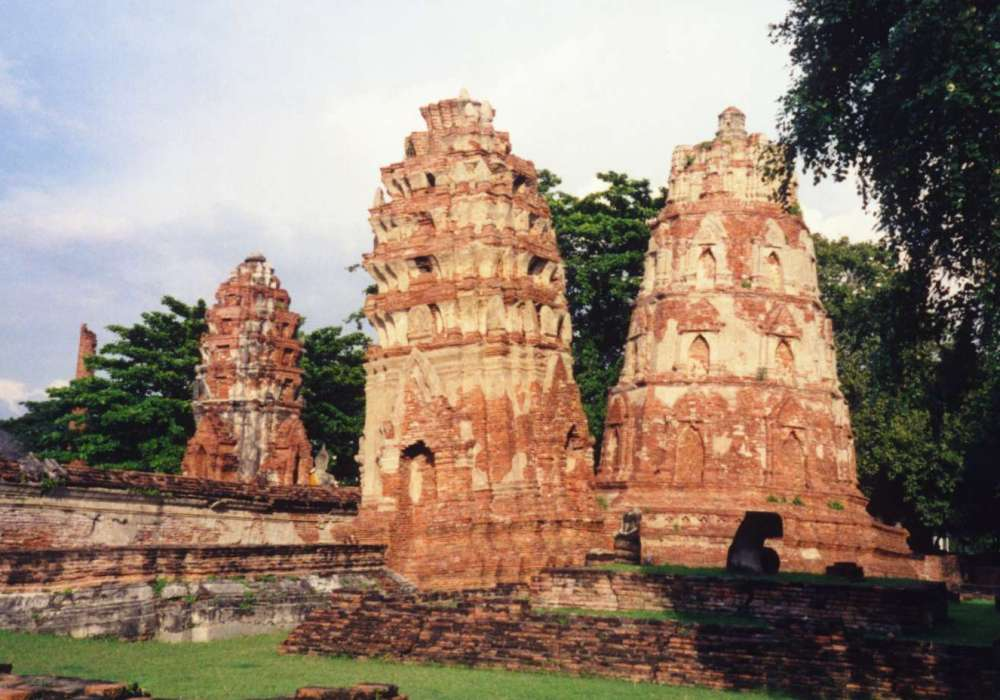
Temple Wat Mahathat.

- Ayutthaya :
  - Wat Na Phra Men
  - Wat Phra Si Sanphet
- Bangkok :
  - Wat Benchama Bophit
  - Wat Suthat
  - Wat Ratchanadda
  - Wat Phra Kaew
  - Wat Pho
  - Wat Arun
  - Wat Hua Lamphong
  - Wat Intharawihan
- Chachoengsao :
  - Wat Sothonwararam
- Chiang Mai :
  - Wat Chedi Luang
  - Wat Chedi Liem
  - Wat Doi Mae Pang
- Chiang Rai :
  - Wat Phra That Doi Chom Thong
  - Wat Phra Kaew
  - Wat Phra Sing, Chiang Rai
- Kanchanaburi :
  - Temple du Tigre
- Lampang :
  - Wat Chedi Sao
- Pathum Thani :
  - Wat Phra Dhammakaya
- Phitsanulok :
  - Wat Aranyik
- Saraburi :
  - Wat Tham Krabok
- Sena :
  - Wat Bang Nom Kho

## Viêt Nam
- Hué
  - Chùa Thiên Mụ, à Hué
- Đà Lạt
  - Chùa Linh Sơn (vi)
- Hô Chi Minh-Ville
  - Chùa Vĩnh Nghiêm (vi)

- Pagode de Chuông, près de Hưng Yên